# William Gibson Arlington Bonwill
William Gibson Arlington Bonwill (Camden (Delaware), 4 de outubro de 1833 — Filadélfia, 24 de setembro de 1899) foi um odontólogo estadunidense.